# Chalé (Minas Gerais)
Chalé es un municipio brasilero del estado de Minas Gerais. Su población estimada en 2004 era de 5.732 habitantes.

## Etimología
El topónimo se debe a la existencia de un chalét de madera en el poblado en 1929. La palabra viene del francés chalet.

## Religión
La región es caracterizada por la presencia de católicos y luteranos. La Parroquia Luterana del Funil posee un punto de predicación en la ciudad y la Iglesia Católica se hace representar por la Parroquia Nossa Senhora do Amparo. (Chalé). Existen minorías evangélicas de otras denominaciones.

## Educación
La ciudad posee una facultad, un polo de educación a la distancia de la Universidad Luterana del Brasil (Ulbra).

## Distritos
- Peña del Coco
- Profesor Sperber